# Natália Hejková
Natália Hejková (Žilina, 7 aprile 1954) è un'ex cestista e allenatrice di pallacanestro slovacca.
È l'allenatrice più vincente nella storia della EuroLeague Women e fra le più vincenti nella storia del basket femminile. Dal 2019 è fra i membri del FIBA Hall of Fame in qualità di allenatrice.

## Palmarès

### Allenatrice
- Eurolega: 6

Ružomberok: 1999, 2000
Spartak Mosca: 2007, 2008
ZVVZ USK Praga: 2015, 2025
- SuperCup Women: 1

ZVVZ USK Praga: 2015
Vanta inoltre 22 titoli nazionali in 4 differenti campionati femminili (3 in Cecoslovacchia, 10 in Slovacchia, 2 in Russia e 7 in Repubblica Ceca).

### Giocatrice
- Coppa Ronchetti: 1

Sparta VŠ Praga: 1976